# Piotr Masłowski (polityk)
Piotr Paweł Masłowski (ur. 1 sierpnia 1977 w Wodzisławiu Śląskim) – polski polityk, politolog i samorządowiec, w latach 2014–2023 wiceprezydent Rybnika, senator XI kadencji.

## Życiorys
Syn Zbigniewa i Haliny, urodził się w Rydułtowach, będących wówczas dzielnicą Wodzisławia Śląskiego. W 2001 na Uniwersytecie Śląskim uzyskał tytuł zawodowy magistra z politologii o specjalizacji samorządowej, a także dyplom specjalisty do spraw zarządzania zasobami ludzkimi. Pracował jako nastawniczy na PKP, a także w TUiR „Warta”, urzędzie miejskim w Radlinie i starostwie powiatowym w Rybniku. Był koordynatorem projektu prowadzonego Sieć Wspierania Organizacji Pozarządowych SPLOT, pracował także jako koordynator projektów i animator oraz dyrektor zarządzający w Centrum Rozwoju Inicjatyw Społecznych CRIS w Rybniku.
W wyborach samorządowych w 1998 bez powodzenia ubiegał się o mandat radnego Rydułtów z listy Unii Wolności. Został przewodniczącym samorządowego stowarzyszenia Forum Obywateli Rybnika. W wyborach uzupełniających w 2013 bezskutecznie kandydował na senatora. W wyborach samorządowych w 2014 z ramienia FOR bez powodzenia ubiegał się o urząd prezydenta Rybnika; przegrał w pierwszej turze głosowania, otrzymując 5485 głosów (12,74%). Nie uzyskał też wówczas mandatu radnego. Przed drugą turą poparł Piotra Kuczerę, który po swoim zwycięstwie w grudniu tego samego roku powołał Piotra Masłowskiego na stanowisko wiceprezydenta miasta. W 2018 został wybrany na radnego Rybnika z ramienia KKW Wspólnie dla Rybnika z Piotrem Kuczerą; uzyskał 977 głosów. Dołączył później do Polski 2050 Szymona Hołowni, został sekretarzem partyjnego koła.
W wyborach do Senatu w 2023 był kandydatem Trzeciej Drogi w okręgu nr 73 (w ramach paktu senackiego); uzyskał mandat senatora z wynikiem 69 713 głosów. Został następnie jednym z sekretarzy Senatu XI kadencji.